# Inmaculada Concepción de El Viejo
La Inmaculada Concepción de El Viejo, conocida informalmente como la Virgen del trono, la Purísima y la Chinita, es un título de la Inmaculada Concepción de María venerada en Basílica de la Inmaculada Concepción de El Viejo, Nicaragua.
La imagen es ampliamente conocida entre los católicos nicaragüenses, quienes rastrean los orígenes de la imagen con la antigua propiedad de Santa Teresa de Jesús y fue traída por su hermano Pedro o Rodrigo Ahumada a Nicaragua a mediados del siglo XVI.

## Historia
La imagen mide 42 centímetros y se cree que fue traída a Nicaragua por Rodrigo Ahumada, hermano de Santa Teresa de Jesús, de quien las leyendas piadosas afirman que era dueña antes de su llegada al país. Se cree que la imagen tenía como destino final Perú, pero una tormenta devastó su barco galeón en el puerto de El Realejo. Los nativos de la zona veneraron la imagen mariana, lo que resultó en su donación al santuario actual, lo que se cree que fue por designio divino. En 1737, los habitantes del pueblo le concedieron a la imagen una solemne coronación.
Una carta de 1673 cita un documento del 5 de enero de 1626 según el cual la estatua fue entregada por Santa Teresa a su hermano, quien la trajo a donde está ahora y murió allí. Otro documento, redactado en 1751 tras una visita al poblado de El Viejo, donde se conserva la imagen, y que cita la carta de 1673, afirma que el nombre "Nuestra Señora del Viejo" era una referencia al hermano de Santa Teresa, que entonces era un hombre mayor. Describe la imagen y su adorno, incluida una corona. Una historia tradicional cuenta que la imagen fue traída por un anciano ermitaño que, cuando el barco en el que viajaba se negó a abandonar el puerto de El Realejo, explicó que la imagen deseaba permanecer allí. Un informe carmelita de 1786 registró la tradición de que la imagen fue un regalo de Santa Teresa a su hermano o tío, que era gobernador de la localidad, y que, cuando intentó llevarse la imagen consigo al ser transferido a otra gobernación, las tormentas hicieron retroceder repetidamente su barco, por lo que dejó la imagen allí. Otra fuente da el nombre del hermano de Santa Teresa como Lorenzo de Cepeda y repite la historia de la tormenta que lo obligó a dejar la imagen en lo que entonces se llamaba Chamulpa y que actualmente es El Viejo.
La solemne coronación litúrgica de la estatua por los nativos tuvo lugar en 1747. La bula papal del 28 de diciembre de 1988 le otorgó el derecho a llevar una corona pontificia por el Papa Juan Pablo II, quien también elevó su santuario a la categoría de basílica menor el 20 de diciembre de 1995.

## Aprobaciones pontificias
El Papa Juan Pablo II otorgó los siguientes decretos:
- Decreto pontificio de coronación canónica Quod est Ecclesiæ a la venerada imagen el 28 de diciembre de 1988. La bula papal fue firmada y ejecutada por el cardenal Agostino Casaroli. El rito de coronación se ejecutó el 6 de mayo de 1989.
- Decreto pontificio titulado Inter Insignes Sacras que elevó el santuario de El Viejo a la categoría de basílica menor el 20 de diciembre de 1995.

El Papa Benedicto XVI regaló a la imagen un rosario de oro con ornamentación de perlas el 4 de agosto de 2012, en reconocimiento del 450 aniversario reflejado en la piedad del pueblo nicaragüense. El rosario fue entregado en persona por el secretario de la Nunciatura apostólica en Nicaragua, monseñor Vincenzo Turturro.